# Cimetière militaire de la Sucrerie de Colincamps
Le Sucrerie Military Cemetery, Colincamps  (Cimetière militaire de la Sucrerie de Colincamps) est un cimetière militaire de la Première Guerre mondiale situé  sur le territoire de la commune de Colincamps, dans le département de la Somme, au nord-est d'Amiens.

Un second cimetière militaire britannique est implanté sur le territoire de la commune: Euston Road Cemetery (Cimetière de la Route d'Euston).

## Localisation
Ce cimetière est situé à 1,5 km au sud-est du village, le long du chemin vicinal menant à la Ferme Delcour.

## Histoire

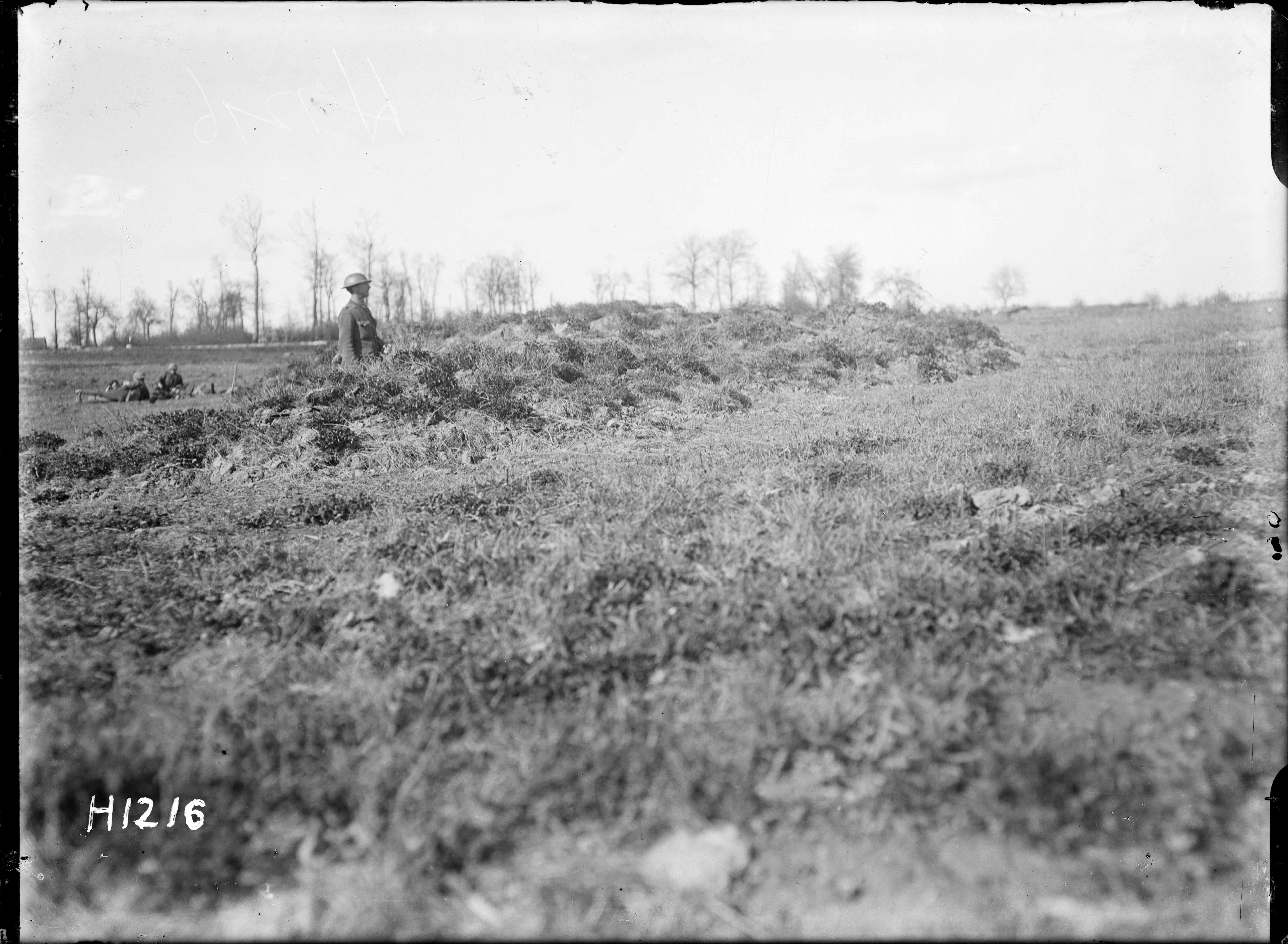
Soldats néo-zélandais à Colincamps le 15 avril 1918 (National Library NZ).

La 2e Armée française qui  contrôlait le secteur fut relevée en juillet 1915 par la  3e Armée britannique .

Colincamps se trouvait à moins de deux kilomètres à l'arrière des premières lignes britanniques.

Le cimetière a été commencé par les troupes françaises au début de l'été 1915 et étendu à l'ouest par des unités britanniques de juillet de cette année-là jusqu'à décembre 1918.

Ce cimetière doit son nom au fait qu'il fut établi près d'une sucrerie qui a été détruite au cours des combats.
Il y a maintenant 1104 victimes de la guerre 1914-18 commémorées sur ce site dont 226 victimes ne sont pas identifiées
.

## Caractéristique
Ce vaste cimetière a un plan rectangulaire 180 m sur 38.

Il est entouré d'un muret de briques.

Le cimetière a été conçu par Sir Reginald Blomfield et George Hartley Goldsmith

## Galerie

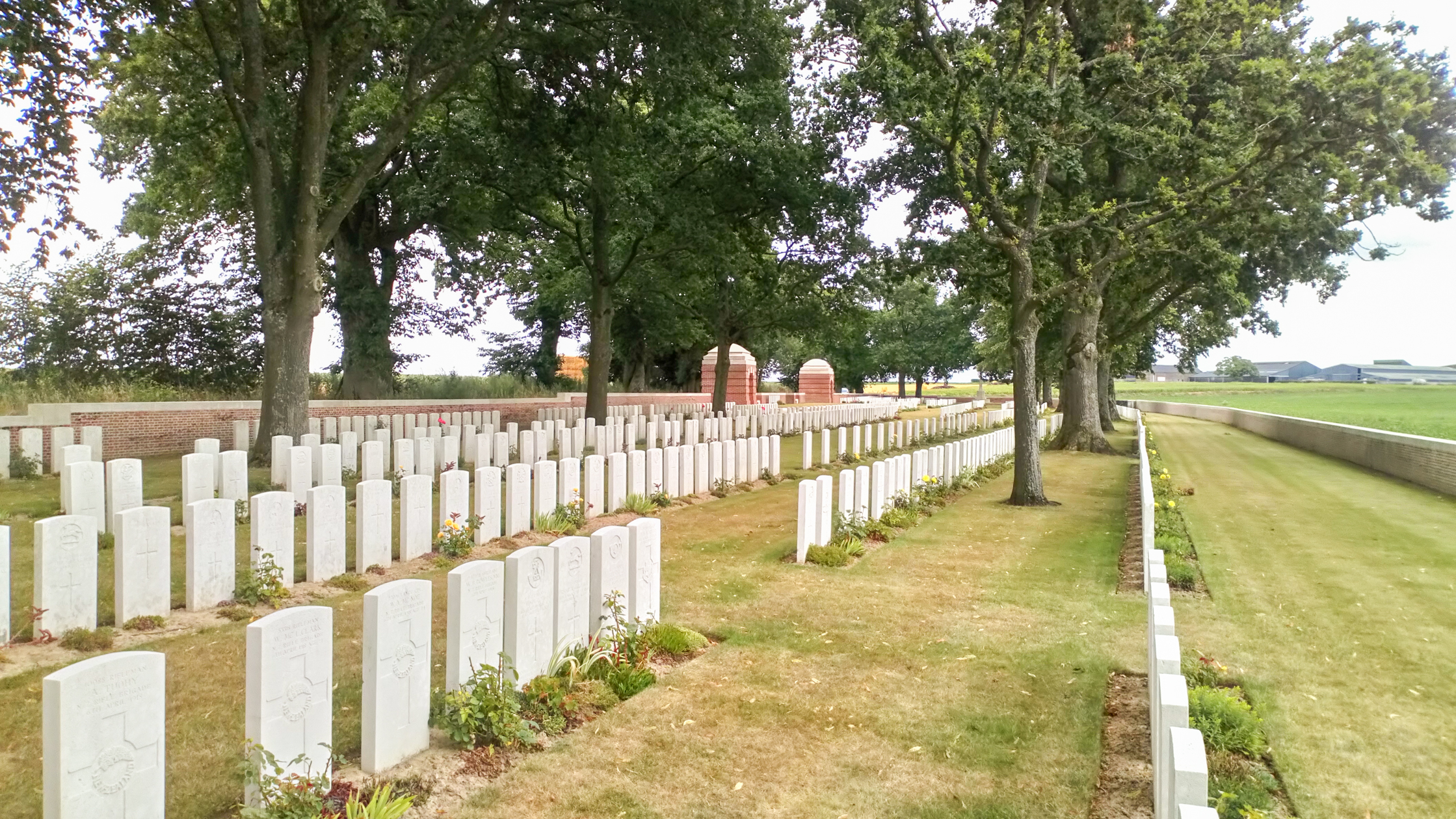
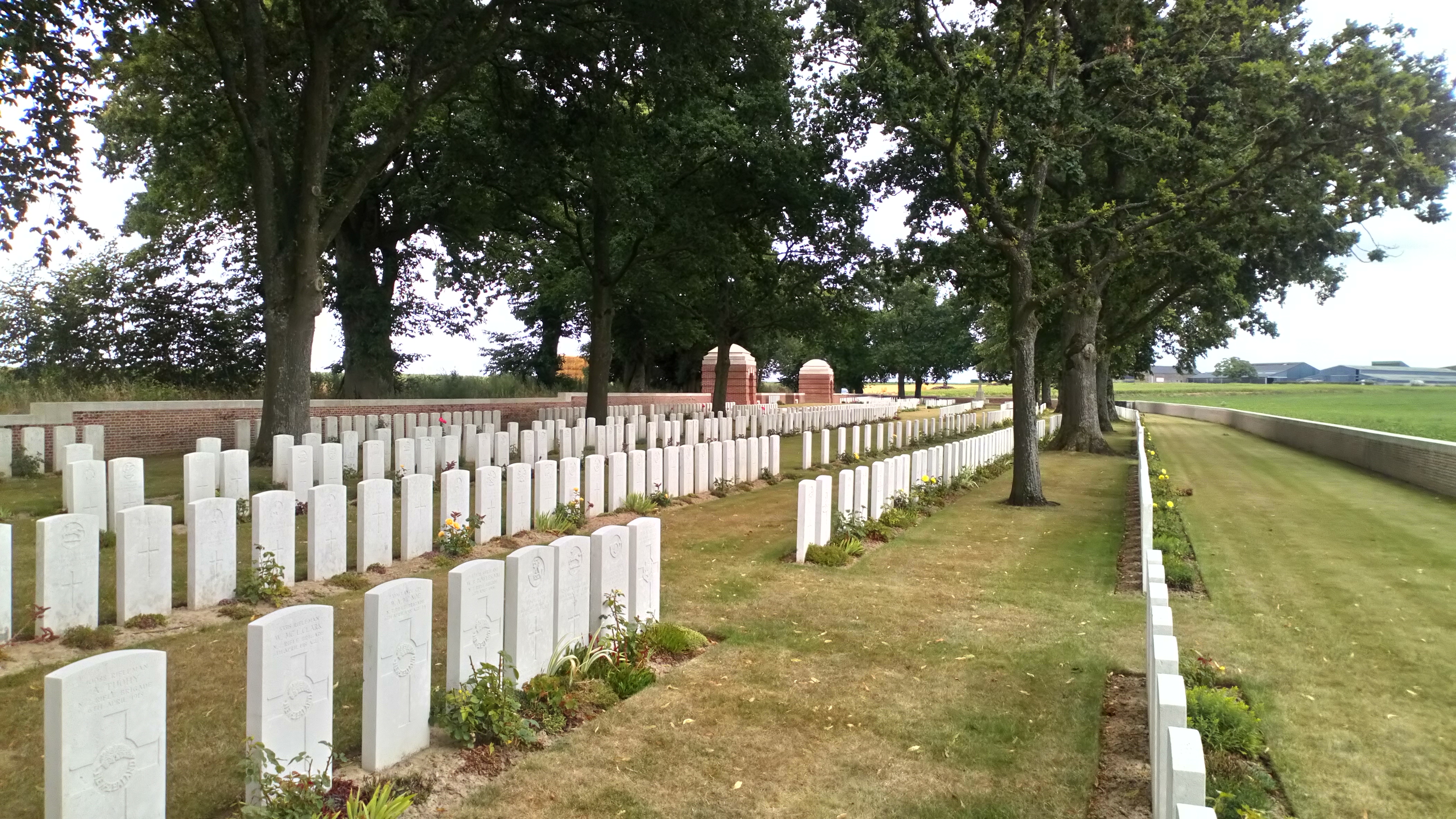
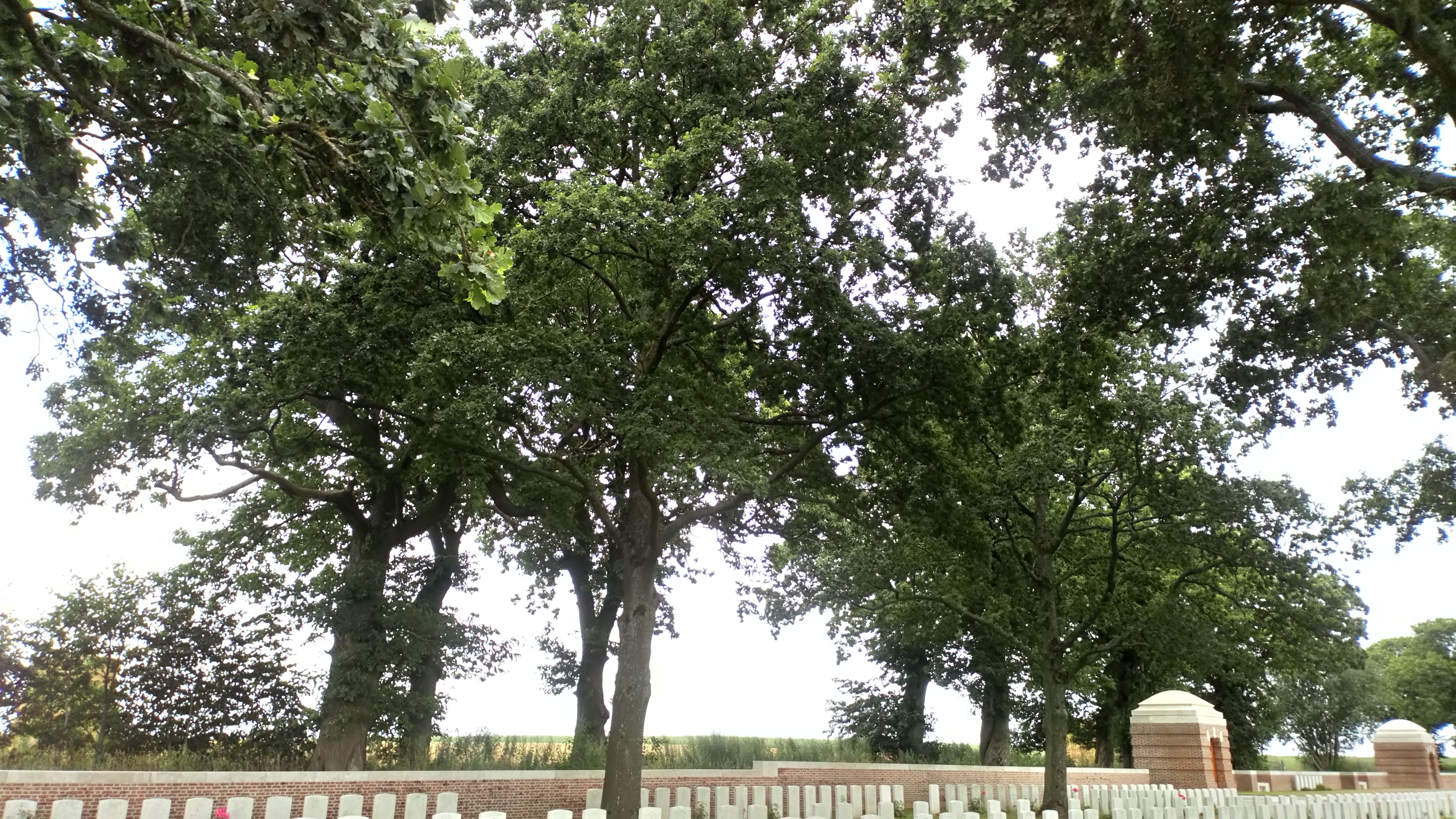
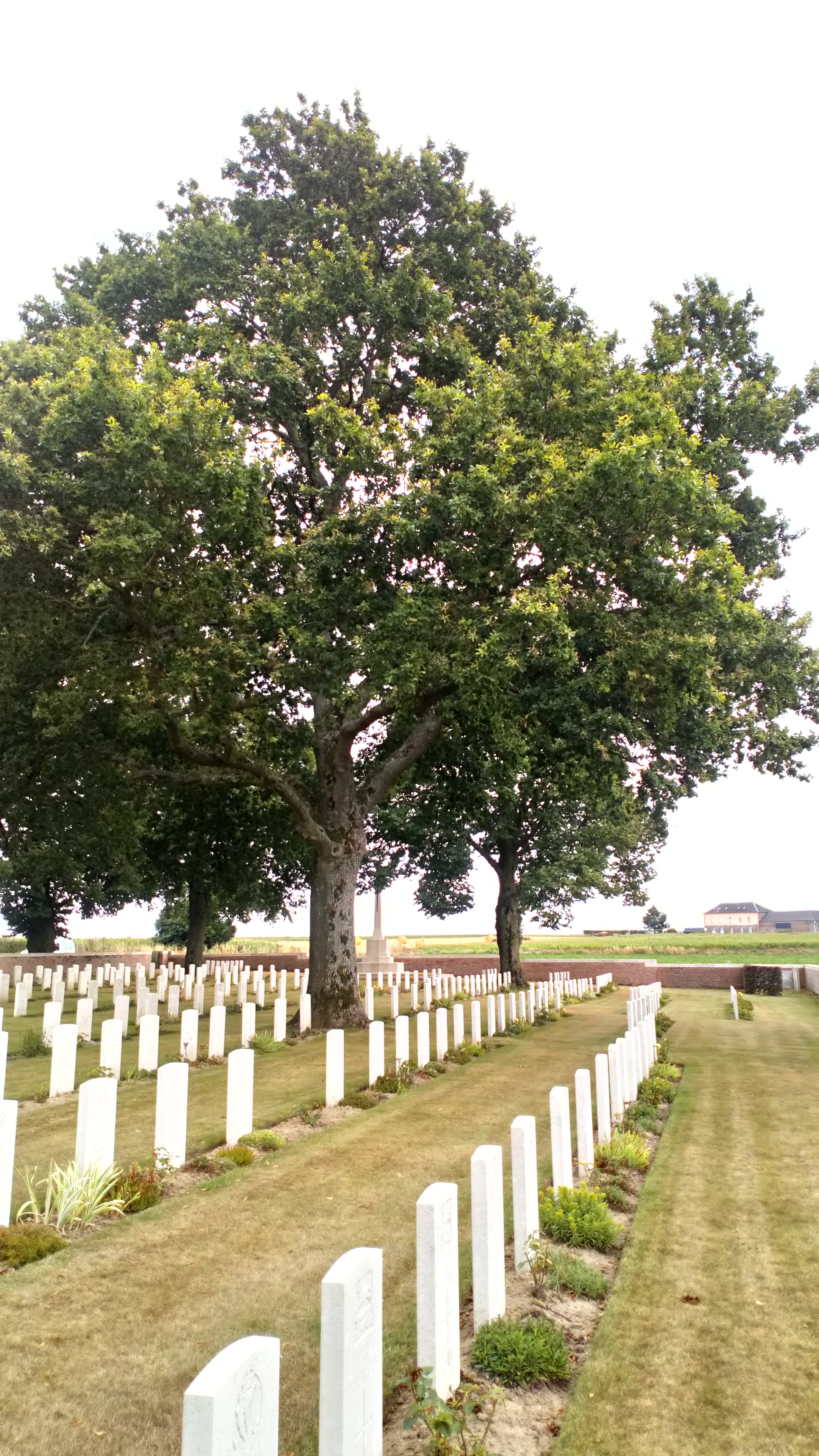
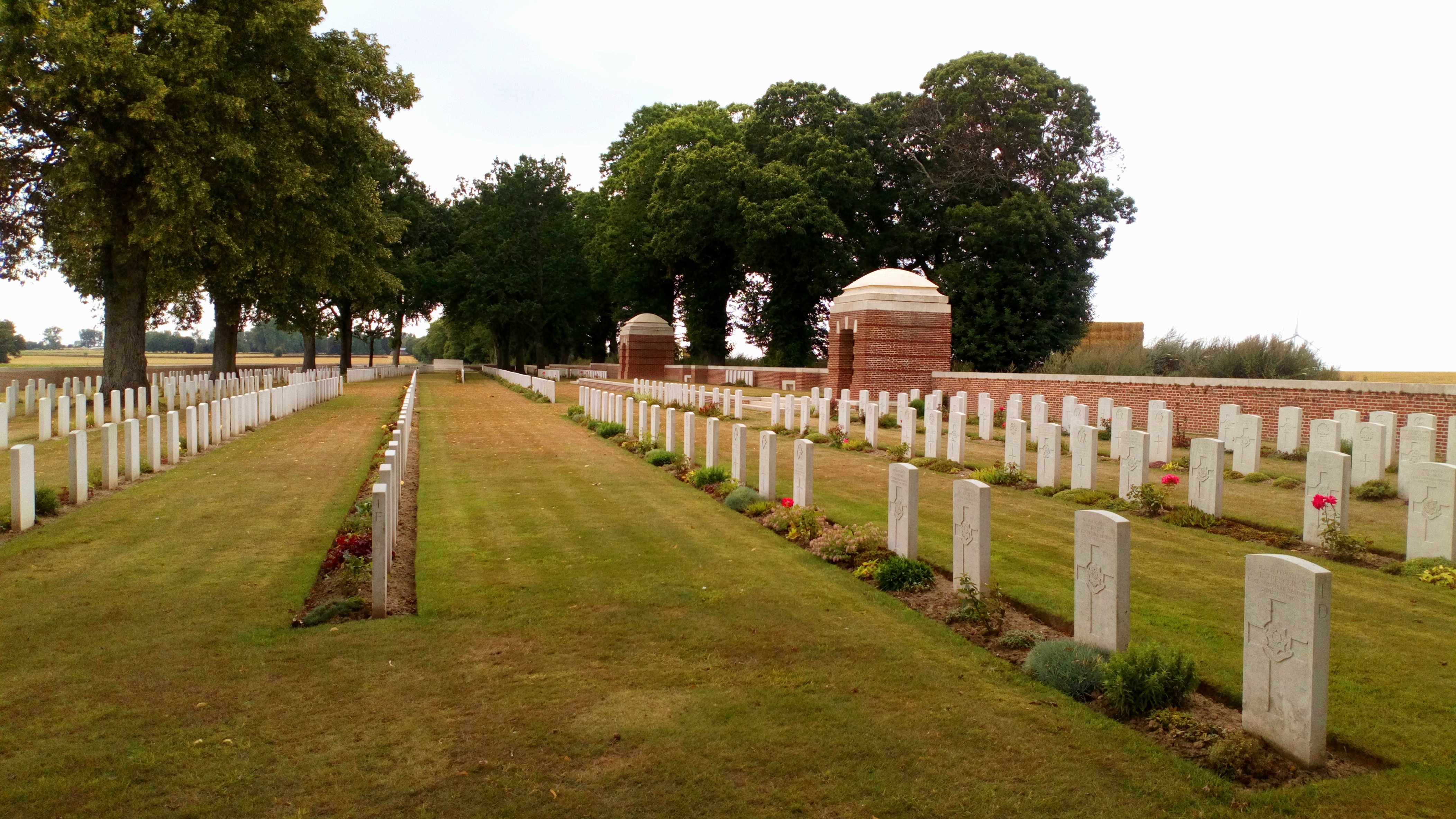

## Sépultures
| Pays             | Sépultures |
| ---------------- | ---------- |
| Royaume-Uni      | 965        |
| Australie        | 29         |
| Canada           | 13         |
| Nouvelle-Zélande | 65         |
| Afrique du Sud   | 32         |
| Total            | 1104       |